# John Nucatola
John P. Nucatola (New York, 17 novembre 1907 – Scotch Plains, 8 maggio 2000) è stato un arbitro di pallacanestro statunitense, membro del Naismith Memorial Basketball Hall of Fame dal 1978.
Considerato uno dei più grandi arbitri di sempre, ha diretto oltre 2.000 incontri tra NBA, NCAA, National Invitation Tournament, Basketball Association of America e American Basketball League. Ha preso parte alle Olimpiadi del 1952 e del 1956.